# Evert Lodewijkx
Evert Lodewijkx is een personage uit de Nederlandse tv-serie Gooische Vrouwen, die werd uitgezonden op RTL 4. Evert Lodewijkx werd van 2005 t/m 2009 en in 2011 en 2014 gespeeld door Leopold Witte. Evert is een nette zakenman.

## Leven vóór Gooische Vrouwen
Evert trouwt in 1986 met zijn grote liefde Willemijn Lodewijkx. Hij gaat samen met haar in 't Gooi wonen en samen krijgen ze drie kinderen: Roderick Lodewijkx, Louise Lodewijkx en Annabel Lodewijkx. Evert en Willemijn zijn goede vrienden met Claire van Kampen, Anton van Kampen, Anouk Verschuur en Tom Blaauw.

## Seizoen 1
Willemijn zit vaak verdrietig thuis, omdat ze geen aandacht meer krijgt van Evert. Ze hebben al maanden geen seks meer gehad met elkaar en dan komt ze erachter dat hij zichzelf bevredigt. Ze neemt haar nieuwe vriendin Cheryl Morero in vertrouwen en vertelt haar alles. Evert houdt ondertussen afstand. Als Evert met een collega thuis is, heeft Willemijn een verrassing voor hem. Ze komt in haar negligé de trap af met als doel om hem te verleiden. Als ze de collega ziet barst ze in huilen uit en geeft Evert een klap. Ze verontschuldigt zich meteen en Evert is zich van geen kwaad bewust. Hij wordt echter wel verliefd op Anouk, waar Willemijn achter komt. Ze probeert er alles aan te doen om haar huwelijk te redden, maar niks werkt. Evert kondigt op een gegeven moment aan aan Willemijn dat hij wil scheiden. Het eindigt in ordinaire ruzies op straat, maar die weten Cheryl en Martin Morero gelukkig te sussen.

## Seizoen 2
Evert heeft zijn intrek genomen in het tuinhuis in de tuin van Willemijn. Willemijn is nog steeds niet over hem heen en houdt haar trouwring om. Als Evert op een dag zijn nieuwe, jongere, vriendin Diana voorstelt, is Willemijn hier eigenlijk niet blij mee, maar dat laat ze niet merken. Op een gegeven moment trekt Diana bij Evert in, tot jaloezie van Willemijn. Als Roderick op zijn zusjes zou passen 's avonds, gaat hij ervandoor en vinden Willemijn en Evert de meisjes huilend op de trap. Het eindigt weer in ruzie en er komt een nieuwe regel: Papdag. Een dag waarop de drie kinderen bij Evert zullen zijn en hij leuke dingen met ze gaat doen. Op een gegeven moment komt Diana erachter dat Evert toch niet de ware voor haar is en ze vertrekt door een briefje achter te laten en weg te gaan.

## Seizoen 3
Evert gaat op een datingsite en maakt een afspraak met een onbekende vrouw. Op de duivenschietbaan komt hij erachter dat Willemijn de onbekende vrouw is. Eerst willen ze beiden niks samen doen, maar het eindigt in een heel gezellige middag. Ze rollen van het lachen over het veld heen en zoenen weer. Het gaat verder in een soort affaire, waarbij de kinderen en vrienden niks mogen weten. Evert is bij Willemijn thuis als Tippiwan Sournois binnenkomt. Ze komt melden dat Greet Hogenbirk van een balustrade is gevallen en is overleden. Nadat de begrafenis is geweest, vraagt Evert Willemijn ten huwelijk. Ze twijfelt, maar doet het toch. Haar moeder is het niet 100% met haar keuze eens, maar verschijnt op de bruiloft. Het is een prachtige dag. Als Willemijn en haar vriendinnen echter een pakje openmaken gaat het fout...

## Seizoen 4
Het pakje bleek een bom te zijn, gemaakt door Tippiwan. Willemijn is erbij omgekomen en Evert is vol van verdriet. Ze strooien gezamenlijk Willemijns as uit. Claire komt steeds vaker langs om Evert en de kinderen te helpen, maar dit leidt tot ergernis van de kinderen, waardoor Evert haar moet vragen een stapje terug te nemen. Evert neemt een au pair aan, maar die gaat met Roderick naar bed en hij ontslaat haar weer. Vervolgens ontmoet hij door Martin een nieuwe vrouw: Roelien Grootheeze. Hij krijgt iets met haar en tijdens een barbecue stelt hij haar voor aan zijn vrienden. Bij hen schiet het echter in het verkeerde keelgat en ze gaan allemaal weg. Roelien stelt zich echter op als een goede vriendin en wordt uiteindelijk vriendinnen met de rest, tot vreugde van Evert. Op de dag voor het tweede huwelijk van Martin & Cheryl vraagt Evert Roelien ten huwelijk, waarop zij 'ja' zegt.

## Seizoen 5
Roelien blijkt zwanger te zijn van Evert. Hij is verbijsterd en wil geen kind. Claire maakt hier gebruik van door met Evert te flirten, zonder resultaat. Uiteindelijk krijgt Roelien een miskraam door de kwetsende woorden van Claire. Haar kinderwens is echter nog niet weg, maar Evert wil geen kinderen. Hij besluit zich te laten steriliseren, maar Roelien komt er op de dag van operatie achter. Cheryl wil Evert tegenhouden maar is net te laat. Evert vertelt aan Roelien dat Cheryl wel op tijd was. Na een tijdje komt het toch uit en Roelien gaat weg bij Evert. Evert kan echter niet zonder haar en besluit de boel weer terug te laten draaien. Dit blijkt genoeg, want een poosje later zijn de twee weer bij elkaar. Ze proberen het opnieuw, maar ze blijkt niet zwanger te zijn. Ze besluiten het hierna niet opnieuw te proberen.

## Gooische Vrouwen (film)
Als Roelien zich vastketent aan een oerboom die dreigt te worden gekapt, wordt Evert boos en komt haar halen. Het eindigt in ruzie. Ook de drie vriendinnen van Roelien hebben problemen en samen gaan ze een cursus volgen in Frankrijk. Evert mist haar echter, net als dat Annabel en Louise dat doen. Ze ketenen zich met z'n drieën vast aan de boom en sturen een foto naar Roelien. Zij komt weer terug naar Nederland en sluit Evert weer in haar armen.

## Gooische Vrouwen 2
Samen met Roelien ontdekt Evert dat Martin weer vreemdgaat. Na een paar pogingen Roelien niets aan Cheryl te laten vertellen heeft Martin dit zelf al gedaan. Wanneer Martin bij Cheryl weg is en bij Daphne woont gaat hij samen met Evert golfen. Op de golfbaan krijgt Evert een golfbal tegen zijn hoofd aan belandt in het ziekenhuis, waar hij Roelien voor de tweede keer ten huwelijk vraagt. Nu komt het wel tot een huwelijk. Even lijkt het er op dat Roelien nee wil zeggen als ze weg rent, maar even later komt ze weer terug. Bij het diner na de bruiloft stikt Evert in zijn eten en komt te overlijden. Hij wordt door Roelien, Cheryl, Claire en Anouk uitgestrooid in Oostenrijk.